# Old Bridge
Old Bridge és una concentració de població designada pel cens dels Estats Units a l'estat de Nova Jersey. Segons el cens del 2000 tenia 22.833 habitants.

## Demografia
Segons el cens del 2000, Old Bridge tenia 22.833,5 habitants, 7.274 habitatges, i 6.233 famílies. La densitat de població era de 1.250,5 habitants/km².
Dels 7.274 habitatges en un 43,6% hi vivien nens de menys de 18 anys, en un 73,5% hi vivien parelles casades, en un 8,9% dones solteres, i en un 14,3% no eren unitats familiars. En el 12% dels habitatges hi vivien persones soles el 5,1% de les quals corresponia a persones de 65 anys o més que vivien soles. El nombre mitjà de persones vivint en cada habitatge era de 3,11 i el nombre mitjà de persones que vivien en cada família era de 3,39.
Per edats la població es repartia de la següent manera: un 27,5% tenia menys de 18 anys, un 6,8% entre 18 i 24, un 31,9% entre 25 i 44, un 23,1% de 45 a 60 i un 10,7% 65 anys o més.
L'edat mediana era de 37 anys. Per cada 100 dones de 18 o més anys hi havia 91,9 homes.
La renda mediana per habitatge era de 73.824 $ i la renda mediana per família de 79.230 $. Els homes tenien una renda mediana de 54.906 $ mentre que les dones 36.345 $. La renda per capita de la població era de 26.395 $. Aproximadament el 2% de les famílies i el 2,9% de la població estaven per davall del llindar de pobresa.